# Thiago Nascimento dos Santos
Thiago Nascimento dos Santos (Río de Janeiro, Brasil; 12 de abril de 1995) es un futbolista brasileño, juega como delantero y su actual club es el Botafogo FC de la Serie C de Brasil.

## Trayectoria

### Flamengo
Debutó el 1 de noviembre de 2015 en un partido del Campeonato Brasileño de Serie A donde Flamengo cayo derrotado en su visita al Grêmio terminando el partido con un marcador de 2-0.

### Mumbai City
El 2 de septiembre de 2017 se hace oficial su llegada al Mumbai City en forma de préstamo.

### Botafogo FC
Para la temporada 2021 se convierte en nuevo jugador del Botafogo FC.

## Estadísticas

### Clubes
Actualizado al 6 de abril de 2021.
| Club | Div.          | Temporada     | Liga  | Liga  | Liga   | Estatal | Estatal | Estatal | Copas nacionales(1) | Copas nacionales(1) | Copas nacionales(1) | Copas internacionales(2) | Copas internacionales(2) | Copas internacionales(2) | Total | Total | Total  |
| Club | Div.          | Temporada     | Part. | Goles | Asist. | Part.   | Goles   | Asist.  | Part.               | Goles               | Asist.              | Part.                    | Goles                    | Asist.                   | Part. | Goles | Asist. |
| --- | ------------- | ------------- | ----- | ----- | ------ | ------- | ------- | ------- | ------------------- | ------------------- | ------------------- | ------------------------ | ------------------------ | ------------------------ | ----- | ----- | ------ |
| C. R. Flamengo · Brasil | 1.ª           | 2015          | 1     | 0     | 0      | -       | -       | -       | -                   | -                   | -                   | -                        | -                        | -                        | 1     | 0     | 0      |
| C. R. Flamengo · Brasil | 1.ª           | 2016          | 4     | 0     | 0      | 2       | 1       | 0       | -                   | -                   | -                   | -                        | -                        | -                        | 6     | 1     | 0      |
| C. R. Flamengo · Brasil | 1.ª           | 2019          | 0     | 0     | 0      | 2       | 0       | 0       | -                   | -                   | -                   | -                        | -                        | -                        | 2     | 0     | 0      |
| C. R. Flamengo · Brasil | Total club    | Total club    | 5     | 0     | 0      | 4       | 1       | 0       | 0                   | 0                   | 0                   | 0                        | 0                        | 0                        | 9     | 1     | 0      |
| Mumbai City India | 1.ª           | 2017-18       | 13    | 4     | 0      | -       | -       | -       | -                   | -                   | -                   | -                        | -                        | -                        | 13    | 4     | 0      |
| Mumbai City India | Total club    | Total club    | 13    | 4     | 0      | 0       | 0       | 0       | 0                   | 0                   | 0                   | 0                        | 0                        | 0                        | 13    | 4     | 0      |
| Botafogo FC · Brasil | 3.ª           | 2021          | 0     | 0     | 0      | 2       | 0       | 0       | -                   | -                   | -                   | -                        | -                        | -                        | 2     | 0     | 0      |
| Botafogo FC · Brasil | Total club    | Total club    | 0     | 0     | 0      | 2       | 0       | 0       | 0                   | 0                   | 0                   | 0                        | 0                        | 0                        | 2     | 0     | 0      |
| Total carrera | Total carrera | Total carrera | 18    | 4     | 0      | 6       | 1       | 0       | 0                   | 0                   | 0                   | 0                        | 0                        | 0                        | 24    | 5     | 0      |
| (1)Incluidos los datos del desempate por el Campeonato Brasileño de Serie A y la Superliga de India (2)Incluidos los datos del Campeonato Carioca (3)Incluidos los datos de la Copa de Brasil (4)Incluidos los datos de la Copa Libertadores |               |               |       |       |        |         |         |         |                     |                     |                     |                          |                          |                          |       |       |        |